# 島本浩也
島本 浩也（しまもと ひろや、1993年2月14日 - ）は、奈良県大和高田市出身のプロ野球選手（投手）。左投左打。阪神タイガース所属。

## 経歴

### プロ入り前
大和高田市立高田小学校1年時に「高田ヤマトイーグルス」で野球を始めると、中学時代は「橿原コンドルボーイズ」に所属した。
福知山成美高校への進学後、2年春にベンチ入りし、投手として同年秋の京都大会準優勝に貢献。その後の近畿大会ではPL学園高校戦で10奪三振1失点完投勝利を収めるなどの活躍でチームをベスト8進出に導いた。その一方で3年時に他部員の不祥事によりチームが対外試合禁止処分を受けており、その影響もあって甲子園大会には縁がなかった。1学年後輩に桑原将志がいる。
2010年10月28日に行われたドラフト会議では、阪神タイガースから育成2位指名を受け、支度金200万円、年俸300万円（金額は推定）で、育成選手として入団した。背番号は126。

### 阪神時代

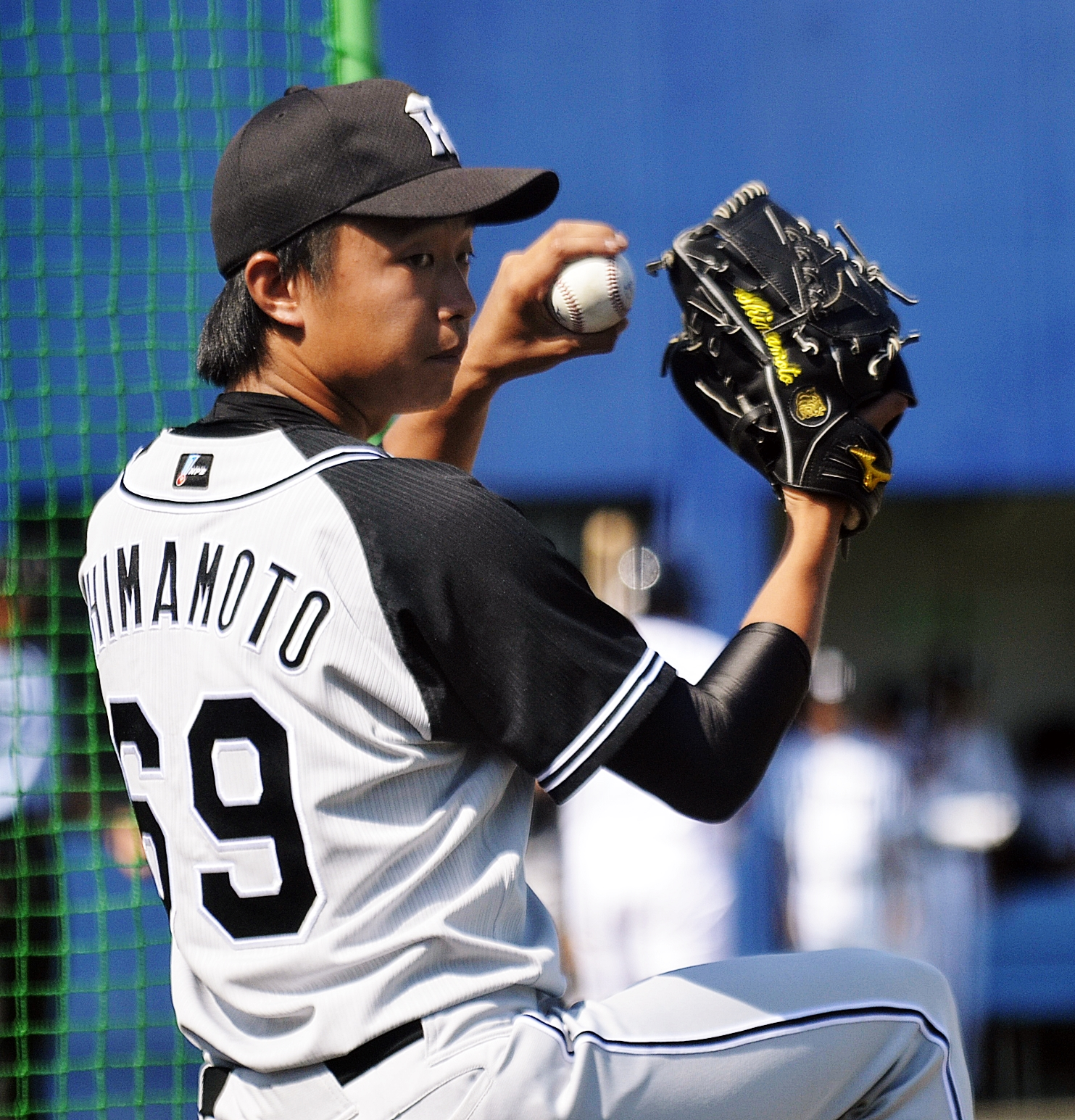
2016年7月7日 ナゴヤ球場

2011年は、ウエスタン・リーグ公式戦に1試合登板。投球回数は1回のみであった。
2012年は、ウ・リーグ6試合に登板。シーズンの終了後には、台湾でのウィンターリーグにNPB選抜として参加し、14回2/3で23奪三振を記録。また、10投球回以上の投手では参加全4チーム中唯一の防御率0点台（0.61）を記録した。
2013年は、3月12日に行われた東京ヤクルトスワローズとのオープン戦で、7回表に一軍初登板を果たすも、一死も取れないまま降板した。シーズンでは、二軍で救援投手として25試合に登板。しかし、投球回（23回 2/3）を上回る29被安打を記録し、防御率は4.94に終わった。この年で阪神に連続3シーズン在籍したため、シーズン終了に伴い自由契約選手として公示後、育成選手として再契約した。
2014年は、ウ・リーグ公式戦17試合に登板。先発投手としての登板機会が増え、1勝3敗、防御率3.40という成績を残した。シーズン終了後には、前年に続いて自由契約選手として公示されたが、左投手を欠くチームのブルペン事情に加え二軍戦やフェニックスリーグでの好成績を受けて11月21日に支配下登録選手として契約を更改した。背番号は69。阪神に育成入団した投手及び高卒選手の支配下登録はいずれも初の出来事。
2015年、左の中継ぎ候補として、沖縄宜野座での一軍春季キャンプに初参加。臨時コーチとして参加していた江夏豊による指導をきっかけに、オープン戦で6試合連続無失点を記録したことから、阪神へ育成入団した選手では初めての開幕一軍登録を果たした。4月2日の対東京ヤクルトスワローズ戦（明治神宮野球場）で、4点ビハインドの6回裏に、救援投手として一軍デビュー。2回を1安打無失点に抑えた。4月16日の対中日ドラゴンズ戦（ナゴヤドーム）では、阪神へ育成入団した投手として初めてのホールドを記録。その後は、2度にわたって一軍と二軍を往復しながらも、一軍公式戦で通算18試合に登板し防御率は8.84を記録した。また、9月12日の対広島東洋カープ戦（阪神甲子園球場）では、同点で迎えた12回裏に代走として出場した（詳細後述）。オフには推定年俸720万円（前年から300万円増）で契約を更改した。
2016年は、先発候補として2年続けて宜野座の一軍春季キャンプへ参加。しかし、キャンプ序盤の2月3日に左足の内転筋を痛め投手陣で最も早いリタイアとなった。オープン戦から一軍に復帰し、掛布雅之新二軍監督の初陣であった中日とのウ・リーグ開幕戦（3月15日）では、一軍の開幕ローテーション入りを視野に先発を任された。しかし、4回6失点という内容で敗戦投手になったことにより、2年連続の開幕一軍入りは逸した。5月21日にシーズン初の一軍昇格を果たした後は、中継ぎ要員として一軍に帯同。7月24日の対広島戦（MAZDA Zoom-Zoom スタジアム広島）で1点ビハインドの5回裏二死一・二塁から救援登板し、丸佳浩を1球で一塁ゴロに打ち取ると、その直後の攻撃でチームが逆転しそのまま勝利したことによってプロ初勝利を挙げた。阪神の投手が1球で一軍初勝利を挙げたのは初の出来事。
2017年は、髙橋聡文や本格的に中継ぎ転向した岩崎優を筆頭に一軍で左投手が充実していたことなどから、一軍公式戦への登板機会がなかった。二軍では先発を中心に27試合へ登板。3勝4敗と負け越しながらも、防御率1.59という好成績を残した。
2018年は、能見篤史が中継ぎに転向した影響から前年同様出場機会が得られず、一軍ではわずか1試合の登板にとどまった。二軍では、新任の矢野燿大二軍監督の下で、チームの左投手としては最多となる（右投手を含めれば守屋功輝・伊藤和雄に次ぐ）34試合に登板。0勝1敗、防御率3.45という成績を残し、チームの8年ぶりリーグ優勝に貢献した。
2019年は、矢野の一軍監督就任を背景に、中継ぎとして開幕から一軍に定着。セ・パ交流戦期間中に登板数が自己最多に達したほか、6月6日の対千葉ロッテマリーンズ戦（ZOZOマリンスタジアム）で一軍公式戦初セーブを挙げた。その後も主に劣勢時や大差のリード時などを中心に登板を重ね、守護神のラファエル・ドリスが不振により二軍降格した7月中旬以降は勝ちパターンやワンポイントでの登板もこなしながら、9月18日の対ヤクルト戦（甲子園）で自身初のシーズン60試合登板を果たした。阪神に育成入団した投手がシーズン60試合に登板するのは球団史上初。最終的にチーム最多の63試合に登板し、4勝1セーブ11ホールド、防御率1.67という好成績を残した。特にシーズン中盤から終盤にかけては、7月2日の対横浜DeNAベイスターズ戦（横浜スタジアム）からシーズン終了まで自責点0に抑える活躍を見せ、チームの2年ぶりクライマックスシリーズ（CS）進出に大きく貢献した。CSではDeNAとの1stステージ（横浜）、読売ジャイアンツとのファイナルステージ（東京ドーム）に2試合ずつ救援登板。シーズンオフに左肘のクリーニング手術を受けたほか、前年から2850万円増の3700万円で契約を更改（金額は推定）。昇給率335%は球団史上4位、球団投手史上2位であった。
2020年は、6月にウエスタン・リーグで復帰したがコンディション不良によりその後の登板はなく、11月に左肘内側側副靱帯再建術（トミー・ジョン手術）および左肘関節鏡視下滑膜切除術を受けた。12月8日に次年度より育成選手契約となることが発表された。背番号は120。
2021年は、リハビリに専念したため登板機会がなく、シーズンオフに700万円ダウンの推定年俸2100万円で契約を更改した。
2022年は、5月29日に行われた中日との二軍戦で約2年ぶりに公式戦に復帰。1回1安打無失点に抑えると、6月19日までに5試合に登板して6回無失点の成績を残し、翌20日に支配下選手に復帰することが発表された。新たな背番号は46。その後も二軍で好投を続けていたが、8月4日に渡邉雄大が新型コロナウイルスに感染し登録を抹消されたことで、渡邉と入れ替わる形で一軍に昇格。同5日の対巨人戦（東京ドーム）で1039日ぶりとなる一軍マウンドに上がり、無失点に抑えた。9月13日の対広島戦（甲子園）における登板でプロ初登板からの連続無敗試合を117とし、桟原将司の116試合を抜いて球団新記録を更新した。最終的にはシーズン15登板のみに留まるも、200万円増となる推定年俸2300万円で契約を更改した。
2023年は、春キャンプこそ一軍でスタートしたものの、中盤で二軍落ち。オープン戦で再昇格するも、オープン戦最終登板で2失点を喫してアピールに失敗し、開幕は二軍スタートとなった。二軍でも3試合連続で失点するなど不調であったが、その後は7試合連続で無失点を記録するなど復調し、5月23日にシーズン初昇格を果たした。翌24日の対ヤクルト戦（神宮）でシーズン初登板を果たすと、チームの逆転勝利で約2年ぶりとなる白星を手にした。それから僅か3試合後の6月16日対福岡ソフトバンクホークス戦（甲子園）でも白星を挙げたことでチームでは景浦將以来となるプロ入り後負けなしでの7連勝を達成したが、28日の対中日戦（甲子園）で初敗戦を喫し、無敗記録は127試合でストップした。7月以降は対左のワンポイントやピンチでの火消しとしての起用が増加。8月4日の対横浜戦（横浜）では二死満塁の場面を三振で、6日の同カードでも一死二・三塁を遊飛と三振で切り抜け、監督の岡田彰布に「島本様様。彼がいなければどちらの試合も負けていた」と評価されるほどに信頼を高めていった。23日の対中日戦（京セラドーム大阪）では同点の延長10回に一死一・：二塁の場面で登板し無失点に抑えると、裏の攻撃でチームがサヨナラ勝ちを収めたことでキャリア最多タイに並ぶシーズン4勝目を記録した。本拠地優勝のかかる9月14日の対巨人戦（甲子園）では、2点リードながらも一死二塁というピンチで登板し、2者連続三振で凌いで勝利に貢献した。広島とのクライマックスシリーズ（甲子園）では全試合に登板し無失点。10月20日の第3戦では2点リードの8回に二死一・二塁の場面で登板し、代打の松山竜平を1球で右飛に仕留めた。オリックス・バファローズとの日本シリーズでは4試合に登板した。日本一の決まる第7戦（京セラ）では、5回6点リードも二死一・二塁というピンチを招いた先発の青柳晃洋をリリーフする形で登板し、宗佑磨を左飛に封じてチームの日本一に貢献した。12月3日に契約交渉に臨み、前年から倍増超となる4800万円で更改した。
2024年は5月15日の対中日戦（バンテリンドーム ナゴヤ）で両者無得点で迎えた延長10回裏に4番手で救援登板し、1回無失点に抑えると、11回表に味方が勝ち越したため、シーズン初勝利でプロ通算10勝目を挙げた。同日終了時点では15試合に登板し、防御率0.73を記録するが、同月18日に背中の張りで出場選手登録を抹消。同月28日に一軍に合流するも、7月4日の対広島戦（マツダスタジアム）で3-3の同点で迎えた8回裏に2番手で救援登板し、1/3回を2失点で敗戦投手となり、同月6日にシーズン2度目となる出場選手登録を抹消された（8月27日に一軍復帰）。シーズン通算では33試合に登板、2勝1敗、防御率2.81という成績であった。オフの11月30日に300万円減となる推定年俸4500万円で契約を更改した。
2025年は開幕を二軍で迎えるも、4月18日に一軍昇格。昇格後は8試合に登板して防御率1.17と結果を残していたが、左上肢の張りを訴え、5月7日に出場選手登録を抹消された。以降はリハビリを続け、6月25日に二軍で実戦復帰。

## 選手としての特徴
オーバースローから繰り出す最速148km/hのストレートを軸に、スライダーやフォークを織り交ぜる。2014年の秋季キャンプでは、現役時代に自身と同じ左腕投手だった大野豊臨時投手コーチから、シュートを伝授された。
プロ野球選手としては細身ながら「投げっぷり」の良さに対する評価が高く、制球力にも優れる。
2018年春季キャンプではサイドスローへの転向を試みている。香田勲男一軍投手コーチ（当時）から中継ぎ投手としての能力を買われていたことを踏まえての試みだったが、フォームの定着に至らなかったため、短期間でオーバースローに戻している。

## 人物
愛称は「シマ」、「シマちゃん」、「しまんちゅ（西田直斗が命名）」。
橿原コンドル時代にバッテリーを組んでいた捕手は、柳ヶ浦高等学校進学後の2009年に野球部のバス横転事故で急逝。島本は、虎風荘（阪神の合宿所）への入寮の際に、その捕手がユニフォーム姿で映った写真を自室に持ち込んだ。
自身と同じ奈良県の生まれで、現役時代に高卒の左腕投手として阪神などで活躍した江夏豊から高く評価されており、2015年の春季キャンプでは臨時コーチを務めた江夏から直々に指導を受けた他、キャンプ終了後には「江夏賞」を授与された。副賞としてプレゼントされたオーダーメイドグラブは、試合で使うことを想定してのものであったが、江夏への強い敬意から使わずに大切に保管しているという。
投手としては足が速いことから、2015年9月12日の対広島戦（甲子園）には、同点で迎えた12回裏二死の局面でマウロ・ゴメスの代走として出場した。この回には、二死無走者から5番打者のゴメスが単打で出塁したため、当時の一軍監督・和田豊が6番に入れていた投手・安藤優也の代打に田上健一を起用。この起用によってベンチ登録の野手を使い切ったことから、救援要員として待機していた島本を、田上への2球目に入る直前で代走に送った。結局、田上が三塁へのゴロを打ったため、一塁走者の島本は二塁でフォースアウト。試合は2-2の引き分けに終わった。なお、阪神に在籍した投手では、嶋田哲也（1996年）と西村憲（2011年）が島本と同じ状況で一軍公式戦の代走に起用されている。

## 詳細情報

### 年度別投手成績
| 年 度     | 球 団     | 登 板 | 先 発 | 完 投 | 完 封 | 無 四 球 | 勝 利 | 敗 戦 | セ 丨 ブ | ホ 丨 ル ド | 勝 率 | 打 者 | 投 球 回 | 被 安 打 | 被 本 塁 打 | 与 四 球 | 敬 遠 | 与 死 球 | 奪 三 振 | 暴 投 | ボ 丨 ク | 失 点 | 自 責 点 | 防 御 率 | W H I P |
| --------- | --------- | ----- | ----- | ----- | ----- | -------- | ----- | ----- | -------- | ----------- | ----- | ----- | -------- | -------- | ----------- | -------- | ----- | -------- | -------- | ----- | -------- | ----- | -------- | -------- | ------- |
| 2015      | 阪神      | 18    | 0     | 0     | 0     | 0        | 0     | 0     | 0        | 1           | ----  | 93    | 18.1     | 31       | 6           | 8        | 0     | 1        | 12       | 0     | 0        | 19    | 18       | 8.84     | 2.13    |
| 2016      | 阪神      | 23    | 0     | 0     | 0     | 0        | 1     | 0     | 0        | 2           | 1.000 | 105   | 24.2     | 23       | 2           | 10       | 1     | 0        | 24       | 1     | 0        | 10    | 10       | 3.65     | 1.34    |
| 2018      | 阪神      | 1     | 0     | 0     | 0     | 0        | 0     | 0     | 0        | 0           | ----  | 8     | 2.0      | 2        | 0           | 2        | 0     | 0        | 2        | 2     | 0        | 2     | 2        | 9.00     | 2.00    |
| 2019      | 阪神      | 63    | 0     | 0     | 0     | 0        | 4     | 0     | 1        | 11          | 1.000 | 229   | 59.1     | 42       | 4           | 14       | 0     | 4        | 60       | 0     | 0        | 13    | 11       | 1.67     | 0.94    |
| 2022      | 阪神      | 15    | 0     | 0     | 0     | 0        | 0     | 0     | 0        | 2           | ----  | 56    | 14.0     | 12       | 1           | 2        | 0     | 0        | 11       | 0     | 0        | 4     | 4        | 2.57     | 1.00    |
| 2023      | 阪神      | 35    | 0     | 0     | 0     | 0        | 4     | 2     | 0        | 15          | .667  | 100   | 26.2     | 19       | 0           | 3        | 1     | 1        | 20       | 0     | 0        | 6     | 5        | 1.69     | 0.83    |
| 2024      | 阪神      | 33    | 0     | 0     | 0     | 0        | 2     | 1     | 0        | 6           | .667  | 113   | 25.2     | 27       | 1           | 10       | 0     | 1        | 10       | 1     | 0        | 9     | 8        | 2.81     | 1.44    |
| 通算：7年 | 通算：7年 | 188   | 0     | 0     | 0     | 0        | 11    | 3     | 1        | 37          | .786  | 704   | 170.2    | 156      | 14          | 49       | 2     | 7        | 139      | 4     | 0        | 63    | 58       | 3.06     | 1.20    |

- 2024年度シーズン終了時

### 年度別守備成績
| 年 度 | 球 団 | 投手  | 投手  | 投手  | 投手  | 投手  | 投手     |
| 年 度 | 球 団 | 試 合 | 刺 殺 | 補 殺 | 失 策 | 併 殺 | 守 備 率 |
| ----- | ----- | ----- | ----- | ----- | ----- | ----- | -------- |
| 2015  | 阪神  | 18    | 2     | 5     | 0     | 0     | 1.000    |
| 2016  | 阪神  | 23    | 3     | 2     | 0     | 0     | 1.000    |
| 2018  | 阪神  | 1     | 0     | 0     | 0     | 0     | ----     |
| 2019  | 阪神  | 63    | 2     | 6     | 1     | 1     | .889     |
| 2022  | 阪神  | 15    | 0     | 3     | 0     | 1     | 1.000    |
| 2023  | 阪神  | 35    | 1     | 2     | 0     | 0     | 1.000    |
| 2024  | 阪神  | 33    | 1     | 4     | 0     | 0     | 1.000    |
| 通算  | 通算  | 188   | 9     | 22    | 1     | 2     | .969     |

- 2024年度シーズン終了時

### 記録
初記録
- 初登板：2015年4月2日、対東京ヤクルトスワローズ3回戦（明治神宮野球場）、6回裏に3番手で救援登板、2回無失点
- 初奪三振：同上、7回裏に雄平から空振り三振
- 初ホールド：2015年4月16日、対中日ドラゴンズ6回戦（ナゴヤドーム）、6回裏に3番手で救援登板、1回無失点
- 初勝利：2016年7月24日、対広島東洋カープ18回戦（MAZDA Zoom-Zoom スタジアム広島）、5回裏二死に2番手で救援登板、1/3回無失点 ※球団初となる1球でプロ初勝利。
- 初セーブ：2019年6月6日、対千葉ロッテマリーンズ3回戦(ZOZOマリンスタジアム)、10回裏に5番手で救援登板・完了、1回無失点

その他の記録
- 1球勝利：2016年7月24日、対広島東洋カープ18回戦（MAZDA Zoom-Zoom スタジアム広島）、5回裏二死に2番手で救援登板、丸佳浩を一ゴロ ※史上39人目、1球勝利がプロ初勝利は史上7人目

### 背番号
- 126（2011年[4] - 2014年）
- 69（2015年[10] - 2020年）
- 120（2021年[42] - 2022年6月20日）
- 46（2022年6月21日[48] - ）

### 登場曲
- 「さよならの前に」AAA（2015年）
- 「MY ALL」浜崎あゆみ（2016年、2018年）
- 「Yell」AAA（2017年）
- 「Double Down」SKY-HI（2019年）
- 「Snatch away」SKY-HI（2020年 - 2021年）
- 「My Name (Feat. Swervy, JEMINN)」Hwang Sang Jun（2022年）
- 「Start Over」THE BEAT GARDEN（2023年 - ）